# Holzwäldchen
Holzwäldchen ist ein früherer Gemarkungsname in Krofdorf-Gleiberg und bezeichnet heute ein Naturschutzgebiet.

## Lage und Größe
Das heutige Naturschutzgebiet liegt südlich des Wettenberger Ortsteils Krofdorf-Gleiberg in einem Dreieck, das vom Ausbauende der Autobahn 480 und der ehemaligen „Kanonenbahn“ Lollar-Wetzlar sowie dem Fohnbach (ab der Gemarkungsgrenze Heuchelheim „Kropbach“ genannt) eingeschlossen wird. Ein befestigter Feldweg durchquert das Gebiet und teilt es in ein östliches Drittel und die westliche Seite. Die geschützte Fläche beträgt rund 9 ha. Es kann zu Fuß oder per Fahrrad von Krofdorf-Gleiberg, Heuchelheim oder Gießen erreicht werden. Die Wege von den Straßen zum Schutzgebiet sind jedoch für den Kraftverkehr gesperrt. Zudem sollte das Gebiet selbst nicht betreten werden. Vom zentralen Weg aus hat man einen guten Blick vor allem in den Westteil, dort befindet sich an der Autobahnunterführung eine Informationstafel.

## Entstehung
Im Zuge des Neubaus der A 480 (Reiskirchen – Wetzlar) wurde zur Aufschüttung des Straßendammes an den Seiten Bodenmaterial entnommen. In der so entstandenen Mulde südlich des Autobahndammes sammelte sich alsbald Wasser. Der zwischen 1927 und 1974 aufgeschüttete Damm ist etwa 20 m hoch. Wo seinerzeit Hochspannungsmasten standen, blieb das Gelände in seinem ursprünglichen Niveau erhalten, so dass es heute noch erkennbar ist. Der Weiterbau der Autobahn wurde jedoch aufgegeben und das Gebiet blieb sich selbst überlassen. Durch die Vegetationsarmut war ein Pionierlebensraum geschaffen und schnell stellten sich Tierarten ein, die auf solche Biotope angewiesen und selten sind. Zur Zeit der Stadt Lahn war geplant, die Mulde als Mülldeponie zu nutzen. Der damalige Bund für Vogelschutz Krofdorf-Gleiberg protestierte jedoch gegen das Vorhaben und beantragte, das Gebiet unter Schutz zu stellen. Am 13. Juli 1983 wurde das Naturschutzgebiet „Holzwäldchen bei Krofdorf-Gleiberg“ durch die damalige Bezirksdirektion für Forsten und Naturschutz Darmstadt ausgewiesen.

## Lebensräume, Artenspektrum und Entwicklung
In den Anfangsjahren war das „Holzwäldchen“ praktisch ein reiner Pionierlebensraum. Vegetationsarme Flächen und flache Gewässer wechselten sich ab. Zu den markanten Arten zählten die Gelbbauchunke, die Kreuzkröte und der Flussregenpfeifer sowie eine Reihe von Libellen- und weiteren Insektenarten. Ohne weitere Eingriffe wandelte sich aber mit den Jahren das Bild, als die Sukzession weiter um sich griff. Die Flächen und Gewässer wuchsen zu, Flussregenpfeifer und Gelbbauchunke verschwanden aus dem Gebiet. Rohrkolben und Weiden sowie andere Gehölze kamen auf. Es stellten sich aber weitere Amphibien-, Vogel- und Insektenarten ein. Im Jahr 1990 wurde der längst überfällige Pflegeplan von der oberen Naturschutzbehörde genehmigt. Dieser wurde dann in den folgenden Jahren durch den NABU Krofdorf-Gleiberg und das Forstamt Wettenberg umgesetzt. Es wurden Entbuschungen vorgenommen, Baggereinsätze, um die verlandenden Gewässer wieder frei zu schieben, der Rohrkolben wurde zurückgedrängt. Heute besteht im „Holzwäldchen“ ein Mosaik aus unterschiedlichen Lebensräumen, die aber einen völlig anderen Charakter haben, als zur Zeit der Unterschutzstellung. Flache und tiefere Gewässer, offen und mit Schilf- und Röhrichtbeständen, Magerrasen, Hecken und Gehölzbestände prägen heute das Bild. Viele der Anfang der 1980er Jahre vorhandenen Arten sind verschwunden oder nur noch in kleinen Beständen vorhanden. Dafür haben sich aber zahlreiche neue Arten eingestellt, so ist z. B. ein artenreicher Bestand an Amphibien und Libellen zu finden. Der Zwergtaucher ist eine nunmehr regelmäßig auftretende Brutvogelart, die sich erst in den vergangenen Jahren eingestellt hat. Die Wasserralle ist hingegen verschwunden. Zwergschnepfe, Bekassine und Waldwasserläufer überwintern bzw. nutzen das Gebiet zur Rast.
Im Rahmen der Ausweisung von Fauna-Flora-Habitaten in Hessen wurde das Naturschutzgebiet „Holzwäldchen“ zusammen mit Teilen der angrenzenden ehemaligen Bahntrasse auch in das europäische Schutzgebietssystem Natura 2000 aufgenommen.

## Weitere Informationen
- Deutscher Bund für Vogelschutz – Arbeitskreis Wettenberg: Schützenswerte Lebensräume in Wettenberg. 1989.
- Bund für Vogelschutz Krofdorf-Gleiberg: 40 Jahre Bund für Vogelschutz Krofdorf-Gleiberg e. V. 2001.
- L. Nitsche: Naturschutzgebiete in Hessen – schützen, erleben, pflegen. Band 5: Landkreis Marburg-Biedenkopf, Lahn-Dill-Kreis, Landkreis Gießen. 2009.